# Со ан Луден
Со ан Луден (фр. Ceaux-en-Loudun) насеље је и општина у западној Француској у региону Поату-Шарант, у департману Вијена која припада префектури Шателро.
По подацима из 2011. године у општини је живело 600 становника, а густина насељености је износила 20,77 становника/km². Општина се простире на површини од 28,89 km². Налази се на средњој надморској висини од 82 метара (максималној 109 m, а минималној 46 m).

## Демографија
| 1962. | 1968. | 1975. | 1982. | 1990. | 1999. | 2011. |
| ----- | ----- | ----- | ----- | ----- | ----- | ----- |
| 543   | 648   | 589   | 584   | 596   | 579   | 600   |

График промене броја становника у току последњих година